# Цимас, Стефанос
Сте́фанос Ци́мас (греч. Στέφανος Τζίμας; род. 6 января 2006, Салоники) — греческий футболист, нападающий английского клуба «Брайтон энд Хоув Альбион».

## Клубная карьера
Цимас — воспитанник клуба ПАОК. 10 января 2023 года в поединке Кубка Греции против «Каламаты» Стефанос дебютировал за основной состав. 25 февраля в матче против ПАС Янина он дебютировал в греческой Суперлиге. 5 марта в поединке против «Ионикоса» Стефанос забил свой первый гол за ПАОК.